# SpareMiNT
 (mars 2019).
Si vous disposez d'ouvrages ou d'articles de référence ou si vous connaissez des sites web de qualité traitant du thème abordé ici, merci de compléter l'article en donnant les références utiles à sa vérifiabilité et en les liant à la section « Notes et références ».
SpareMiNT est une distribution logicielle basée sur FreeMiNT, qui consiste en un noyau similaire à celui du système d'exploitation MultiTOS, plus un AES (Application Environment Services) compatible GEM. Son nom a été choisi car sa prononciation fait penser à "Experiment".

## Fonctionnalités et compatibilité
La distribution de langue anglaise est destinée aux ordinateurs Atari ST et dérivés à base de m68k, à ses clones tels que le projet FireBee ou à des émulateurs comme Hatari et ARAnyM. MiNT lui-même, également appelé MultiTOS, constitue un remplaçant pour le système d'exploitation compatible TOS avec un support multitâches et multi-utilisateurs ainsi qu'avec des fonctionnalités de type Unix, tout cela étant totalement absent du TOS original.
La distribution intègre l'utilitaire rpm de Red Hat pour gérer les paquets binaires et sources. Des logiciels de type Unix/Linux peuvent être utilisés, s'ils sont portés, les programmes GEM du TOS pouvant être lancés en parallèle. À la place du TOS original d'Atari, son clone EmuTOS peut servir de base pour le lancement d'un descendant plus moderne de l'AES, comme par exemple XaAES fourni avec MiNT, en tant que composant essentiel de l'interface graphique GEM. 
FreeMiNT, et donc SpareMiNT, étant un dérivé grandement amélioré et évolué, peut être utilisé sur les ordinateurs d'aujourd'hui, et même sur des plates-formes matérielles différentes via l'émulation ou des machines virtuelles, grâce à la flexibilité du MiNT original et de ses composants qui ont rendu possible les développements ultérieurs.

## Distributions similaires

### EasyMiNT
EasyMiNT est un dérivé de SpareMiNT qui utilise son dépôt logiciel et un installeur sous GEM. Il apporte une arborescence de fichiers semblable à FHS (UNIX Filesystem Hierarchy Standard) ainsi que des traductions des programmes en langue allemande.

### AFROS
AFROS (Atari FRee Operating System) est fourni sous la forme d'un ensemble de fichiers qui constituent un système d'exploitation compatible TOS ; il existe un Live-CD à tester. Ses composants essentiels sont tous constitués de logiciel libre:
EmuTOS et FreeMiNT; fVDI (free Virtual Device Interface), clone de la VDI du GEM; XaAES; TeraDesk (Tera Desktop), clone du Bureau d'origine (gestionnaire de fichiers et lanceur d'applications)
Le logiciel AFROS, bien qu'il soit disponible sur toutes les plates-formes Atari et/ou compatible TOS, est optimisé pour une utilisation avec l'émulateur ARAnyM (Atari Running on Any Machine).

## Distributions historiques
À côté de tous ces efforts, il a aussi existé une construction basique de la distribution Debian GNU/MiNT, avec un noyau FreeMiNT, un écosystème logiciel issu de GNU plus un gestionnaire de paquets DEB. Elle aurait dû apporter les logiciels communément utilisés et être basée sur Debian GNU/Linux. Elle devait être similaire à des projets qui ont eu plus de succès comme Debian GNU/kFreeBSD, Debian GNU/Hurd et, plus important, la version GNU/Linux. SpareMiNT est basé sur l'idée d'employer un dépôt logiciel et un gestionnaire de paquets comme Unix/Linux.